# Nevillea
Nevillea là một chi thực vật có hoa trong họ Restionaceae.